# PH 미터

Beckman Model M pH Meter, 1937년

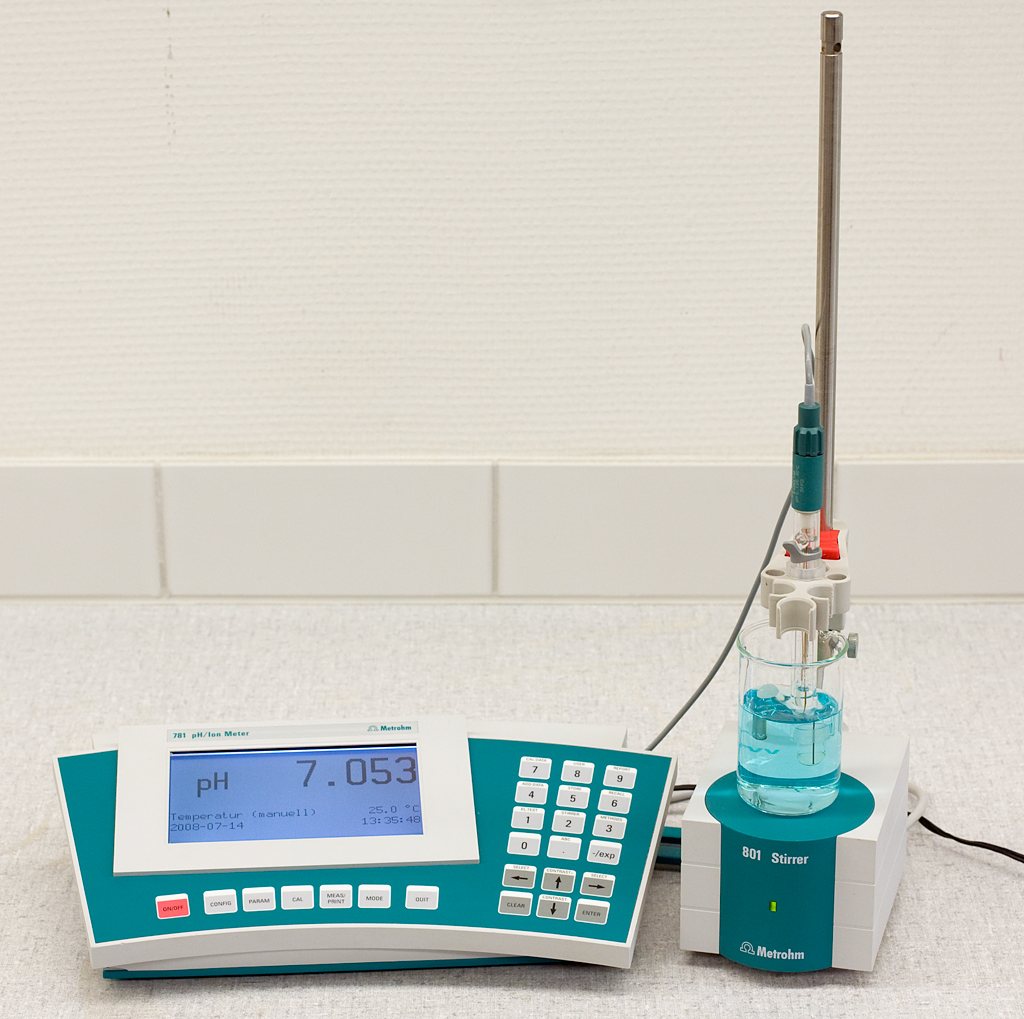
781 pH/Ion Meter pH 미터 (Metrohm사)

pH 미터(pH meter)는 수용액 내 수소 이온 활동도를 측정하는 과학 기구의 하나로서, 산성이나 알칼리성을 pH로 표현하여 나타낸다. pH 미터는 pH 전극과 참조 전극 간 전위차를 측정하므로 pH 미터는 전위차 pH 미터(potentiometric pH meter)라고 부르기도 한다.)
전위차는 용액의 pH나 산성도와 관련된다. pH 미터는 실험에서부터 품질 제어에 이르기까지 수많은 용도로 사용된다.

## 응용
물에서 일어나는 화학 반응의 속도와 결과는 물의 산성도에 따라 달라지며, 이에 따라 물의 산성도를 인지하는데 유용하며, pH 미터의 수단으로 측정되는 것이 보통이다. pH를 인지하는 것은 연구실 분석을 포함하여 수많은 상황에서 유용하거나 중요하다. pH 미터는 농업에서의 토양 측정, 수돗물, 수영장의 수질, 포도주나 맥주의 양조, 혈액화학과 같은 의료 및 임상 등 여러 용도로 사용된다.
기계적 발전으로 pH 측정을 수행할 수 있는 용도의 범위도 확대되고 있다. 이 장치들은 미니어처화되어 세포 내 pH를 직접 측정할 수 있게 되었다. 액체의 pH 측정 외에도 특별히 설계된 전극을 이용하여 음식처럼 반고체 물질의 pH를 측정할 수 있다.

## 역사

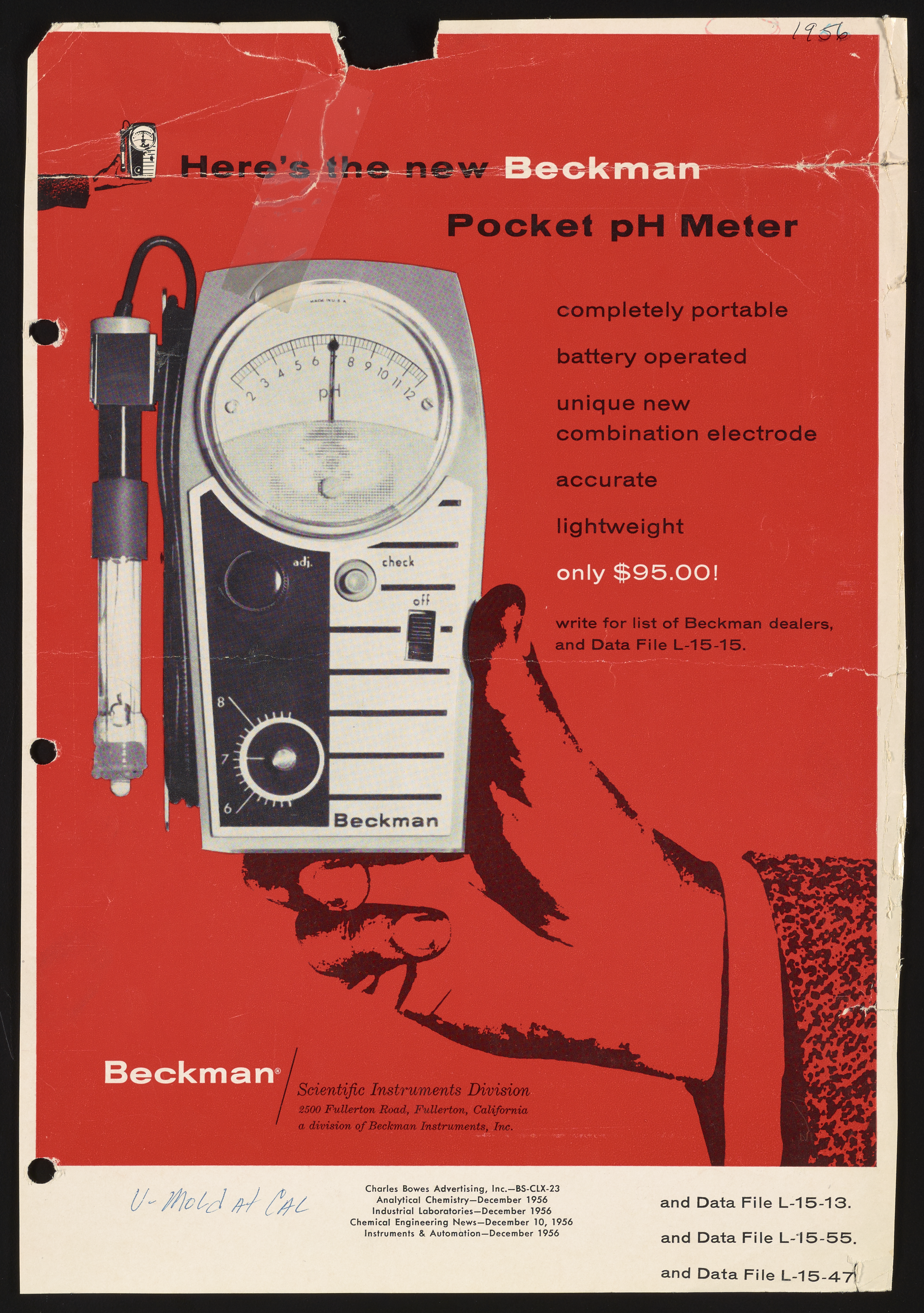
"여기에 새로운 베크먼 포켓 pH 미터가 있습니다"("Here's the new Beckman Pocket pH Meter"), 1956년.

pH의 개념은 1909년 S. P. L. 소렌슨(S. P. L. Sørensen)에 의해 정의되었으며 전극은 1920년대에 pH 측정을 위해 사용되었다.
1934년 10월, 아널드 오빌 베크먼(Arnold Orville Beckman)은 pH 측정을 위한 완전한 화학 기구에 대한 최초의 특허를 등록하였으며, 이 특허는 구체적으로 미국 특허 번호 2,058,761로서, 나중에 pH 미터로 이름을 바꾸게 된다. 베크먼은 화학 조교수로서 캘리포니아 공과대학교에서 프로토타입을 개발했는데, 이는 선키스트 그로워스(선키스트)의 레몬 주스의 산성도를 정확하고 빠르게 측정할 수 있는 방식을 요청받은 것에서 기인한다.